# 甲田正行
甲田 正行（こうだ まさゆき）は、日本の男性アニメーター。スタジオぴえろ出身。

## 参加作品

### テレビアニメ
- NARUTO -ナルト-（2002年 - 2007年） 原画・第二原画・動画
- 十二国記（2002年 - 2003年） 動画
- 探偵学園Q（2003年 - 2004年） 動画
- E'S OTHERWISE（2003年） 動画
- BLEACH（2004年 - 2012年） 動画
- 英國戀物語エマ（2005年） 動画
- シュガシュガルーン（2005年 - 2006年） 動画
- Paradise Kiss（2005年） 原画・第二原画
- ネギま!?（2006年） 原画
- NARUTO -ナルト- 疾風伝（2007年 - 2017年） 作画監督・総作画監督・原画・第二原画・OP作画監督・OP原画
- BLUE DRAGON（2007年） 原画
- さよなら絶望先生（2007年） 原画
- 機神大戦ギガンティック・フォーミュラ（2007年） 原画
- ef - a fairy tale of the two.（2007年） 原画
- 灼眼のシャナII（2007年 - 2008年） 原画
- 俗・さよなら絶望先生（2008年） 原画
- BLUE DRAGON 天界の七竜（2008年） 作画監督・作画監督補佐・原画
- 紅（2008年） 原画
- スレイヤーズREVOLUTION（2008年） 原画
- 鋼殻のレギオス（2009年） 原画
- おまもりひまり（2010年） 原画
- デュラララ!!（2010年） 作画監督補佐
- 戦国BASARA弐（2010年） 原画
- とある魔術の禁書目録II（2010年 - 2011年） 原画
- DOG DAYS（2011年） 原画
- C3 -シーキューブ-（2011年） 原画
- ブラック★ロックシューター（2012年） 原画
- NARUTO -ナルト- SD ロック・リーの青春フルパワー忍伝（2012年 - 2013年） 絵コンテ・演出・作画監督・原画
- 私がモテないのはどう考えてもお前らが悪い!（2013年） 原画
- はじめの一歩 Rising（2013年） 原画
- ベイビーステップ（2014年 - 2015年） キャラクターデザイン・作画監督・総作画監督
- アクティヴレイド -機動強襲室第八係-（2016年）総作画監督
- BORUTO-ボルト- NARUTO NEXT GENERATIONS（2017年 - ）作画監督・総作画監督・監督（第105話以降）

### 劇場アニメ
- 映画ドラえもん のび太の人魚大海戦（2010年）第二原画
- THE LAST -NARUTO THE MOVIE-（2014年）原画